# 南海岸 (北里約格朗德州)
南海岸（葡萄牙語：Litoral Sul）是巴西東北部北里約格朗德州東波蒂瓜爾中區的一個小區。

## 市鎮
南海岸下轄以下的市鎮：
- 阿雷斯
- 巴伊亚福尔莫萨
- 坎瓜雷塔马
- 圣埃斯皮里图
- 戈亚尼尼亚
- 蒙塔尼亚斯
- 佩德罗韦柳
- 热奥尔吉努·阿韦利努参议员镇
- 南蒂鲍
- 维拉弗洛尔